# خان لات
خان لات (بالفارسية: کاروانسرای لات) هي خان تاريخية تعود إلى عصر القاجاريون، وتقع في مقاطعة رشت.